# Сэндвич-субмарина
Сэндвич-субмарина (англ. submarine sandwich, сокр. саб, также hoagie, hero, grinder, Italian sandwich) — популярный в США бутерброд или сэндвич типа хот-дога, изготовленный из длинной булочки, разрезанной вдоль и наполненной мясными продуктами, сыром, овощами и приправами. Имеет много разных названий.
Термины «субмарина» и «саб» наиболее распространены и не могут быть привязаны в какому-то конкретному региону страны, хотя многие из местных обозначений сэндвича сосредоточены в северо-восточной части Соединенных Штатов.

## История и этимология
Итальянский сэндвич возник в нескольких различных итало-американских общинах в северо — восточной части Соединенных Штатов с конца XIX до середины XX века. Портленд, штат Мэн, считается родиной итальянского сэндвича и визитной карточкой штата Мэн. Популярность этой итальяно-американской закуски выросла из её истоков в Коннектикуте, Пенсильвании, Делавэре, Мэриленде, Нью-Йорке, Нью-Джерси, Массачусетсе и Род-Айленде в большинстве частей Соединенных Штатов и Канады, а с появлением сетевых ресторанов он стал доступен во многих частях мира.

### Submarine

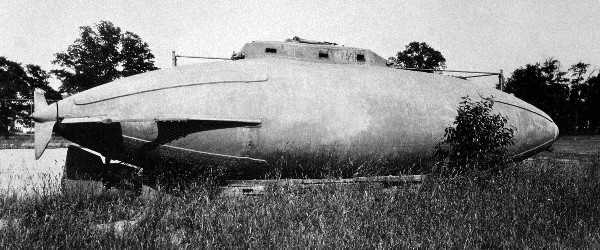
Подводная лодка Fenian Ram, ок.  1920 г.

Широко распространено употребление термина «подводная лодка» или «субмарина», возможно из-за сходства с формой подводной лодки. Хотя в некоторых источниках название происходит из Нью-Лондона, штат Коннектикут (место расположения основной базы подводных лодок ВМС США) во время Второй мировой войны, письменные объявления 1940 года в Уилмингтоне, штат Делавэр, указывают на то, что термин возник до вступления во Вторую мировую войну Соединенных Штатов.
Согласно одной из теорий, сэндвич «подводная лодка» был завезён в США Домиником Конти (1874—1954), итальянским иммигрантом, который прибыл в Нью-Йорк в начале 1900-х годов. Он сказал, что назвал его после того, как увидел восстановленную субмарину 1901 года Fenian Ram в музее Патерсона, штат Нью — Джерси, в 1928 году. Его внучка заявила следующее:
«Мой дедушка приехал в эту страну примерно в 1895 году из Монтеллы, Италия. Приблизительно в 1910 году он открыл свой продуктовый магазин под названием Dominic Conti’s Grocery Store на Милл-стрит в Патерсоне, штат Нью-Джерси, где он продавал традиционные итальянские бутерброды. Его бутерброды были приготовлены по рецепту, который он привез с собой из Италии, который состоял из длинной булочки с корочкой, начиненной мясным ассорти, покрытой листьями салата, помидорами, перцем, луком, маслом, уксусом, итальянскими травами и специями, солью и перцем. Сэндвич начинался со слоя сыра и заканчивался слоем сыра (чтобы хлеб не намокал)».

### Hoagie

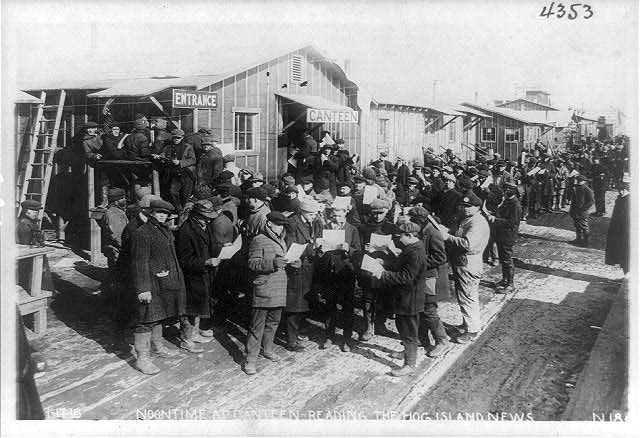
Рабочие читают новости острова Хог

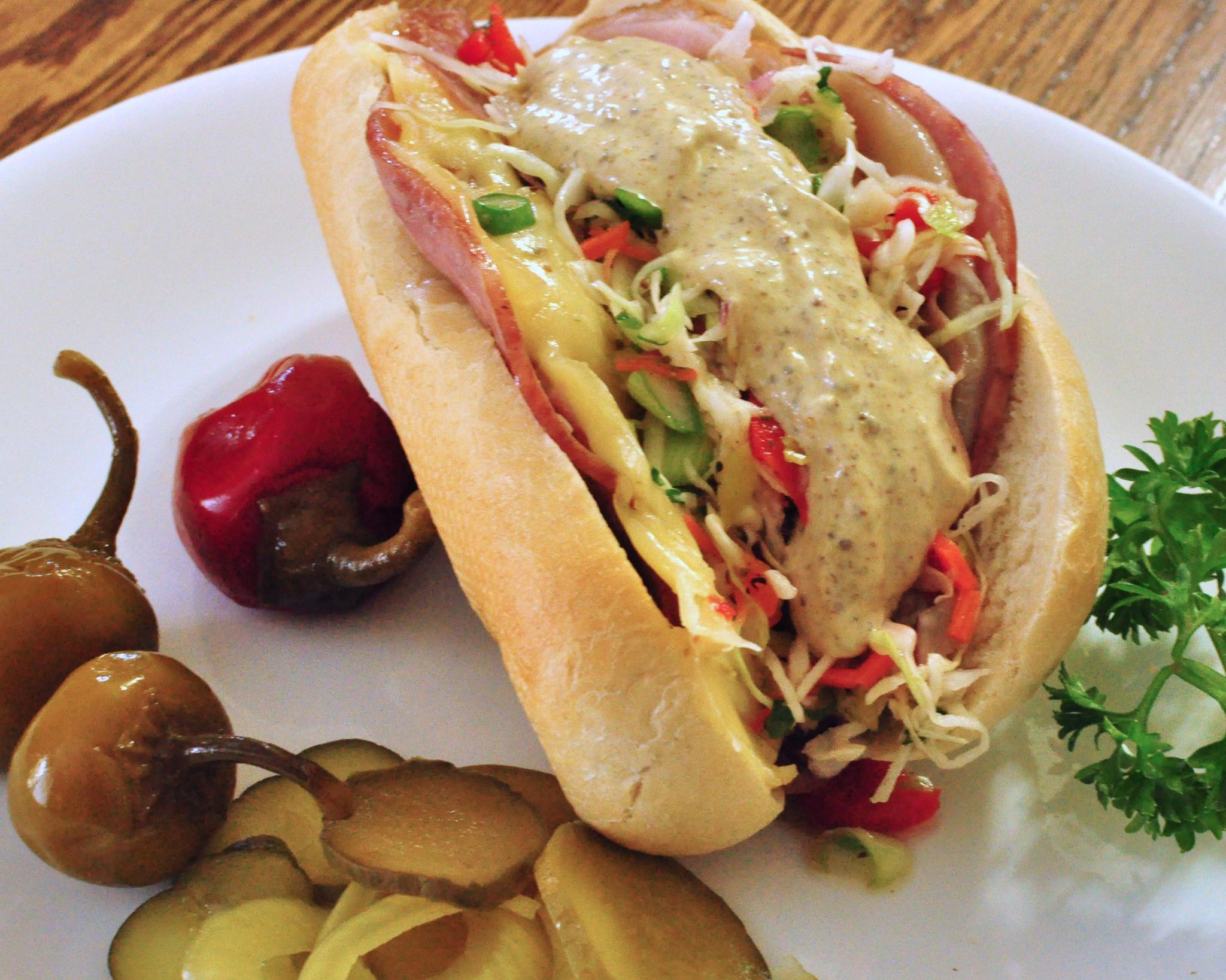
Салями, ветчина и сыр в булочке хоги

Термин «хоги» возник в районе Филадельфии. В 1953 году газета Philadelphia Bulletin сообщила, что итальянцы, работавшие на верфи Первой мировой войны в Филадельфии, известной как Хог-Айленд, где для военных нужд производилось аварийное судоходство, придумали сэндвич, положив между двумя ломтиками хлеба разные мясные продукты, сыр и салат. Закуска стала известна как «Сэндвич Кабаньего острова» (Hog Island). Затем оно было сокращено до «hoggies», затем «hoagie».
Dictionary.com предлагает следующее происхождение термина hoagie. «Слово в американском английском (изначально в Филадельфии) используется для hero, это большой бутерброд, сделанный из длинной, разрезанной вдоль булочки»; первоначально hoggie (с. 1936), названо в честь автора песен для Big Band, Хогланда Говарда Хоги (Hoagy) Кармайкла (1899—1981), но использование этого слова предшествует прозвищу знаменитости и оригинальное написание, кажется, предполагает другой источник (возможно «свинья», «боров»). Современное написание c. 1945, и, возможно, было изменено под влиянием прозвища Кармайкла.
The Philadelphia Almanac and Citizen’s Manual предлагают другое объяснение: сэндвич был создан уличными торговцами в начале XX века прозванными «hokey-pokey men», которые продавали антипасто-салат, мясо, печенье в разрезанной булочке. Когда в 1879 году в Филадельфии открылась оперетта Гилберта и Салливана Корабль Её Величества «Пинафор» (HMS Pinafore), пекарни делали батон, называемый «pinafore». Предприимчивые hokey-pokey men разрезали буханку пополам, наполнили её салатом из закусок и продавали первый в мире «hoagie».
Другое объяснение состоит в том, что слово hoagie возникло в конце 19 — начале 20 века среди итальянского сообщества в Южной Филадельфии, когда «на крючке» (on the hoke) означало, что кто-то был бедным. Владельцы гастрономов раздавали кусочки сыра и мяса в итальянской булочке, известной как «хоки», но итальянские иммигранты произносили это «hoagie».
Вскоре после Второй мировой войны в Филадельфии использовалось множество разновидностей этого термина. К 1940-м годам написание «hoagie» стало доминировать среди менее используемых вариациях, таких как «hoogie» и «hoggie», никогда как hoagy. К 1955 году рестораны повсюду использовали термин hoagie. Записи в Питтсбурге показывают, что hoagies появились в 1961 году и стали широко распространены в этом городе к 1966 году.
Бывший мэр Филадельфии (а позже губернатор Пенсильвании) Эд Ренделл объявил этот сэндвич как «Официальный сэндвич Филадельфии».
Тем не менее, есть утверждения, что на самом деле сэндвич был произведен в соседнем Честере, штат Пенсильвания. DiCostanza’s из Бутвина, штат Пенсильвания, утверждает, что мать владельца DiConstanza придумала сэндвич в 1925 году в Честере. ДиКостанца рассказывает историю о том, что покупатель вошёл в семейный гастроном, и в результате запросов покупателя и предложений повара, был создан хоги.
Сэндвичи на вынос в Вулворте во всех магазинах США называют hoagie.
В Филадельфии вьетнамские сэндвичи Bánh Mì иногда называют «вьетнамскими хоги».

### Hero

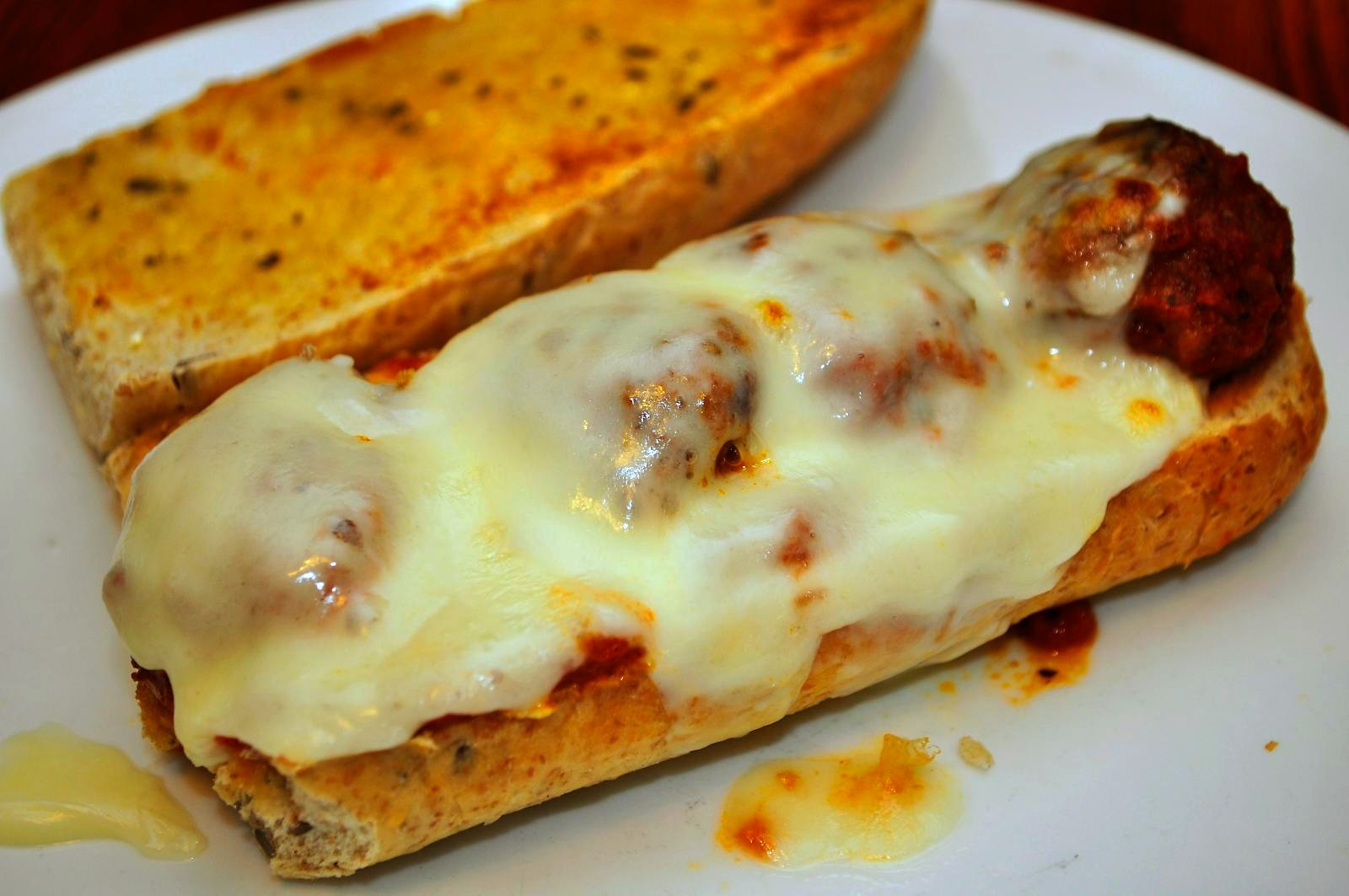
Фрикадельки hero с моцареллой по-нью-йоркски

Термин «герой» в Нью-Йорке впервые засвидетельствован в 1937 году. Авторство названия иногда приписывают кулинарному автору «Нью-Йорк Геральд Трибьюн» Клементине Паддлфорд в 1930-х годах, но убедительных доказательств этому нет. Также иногда утверждают, что оно связано с гирос, но это маловероятно, поскольку гирос не был известен в Соединенных Штатах до 1960-х годов.
«Герой» (множественное число обычно heros, а не heroes) остается преобладающим в Нью-Йорке термином для большинства бутербродов в продолговатой булочке с итальянскими начинками в дополнение к описанному выше оригиналу. Меню пиццерий часто включают в себя ингредиенты для сэндвича: баклажаны пармиджано, курица пармиджана и фрикадельки Heros, каждый из которых подается с соусом.

### Grinder

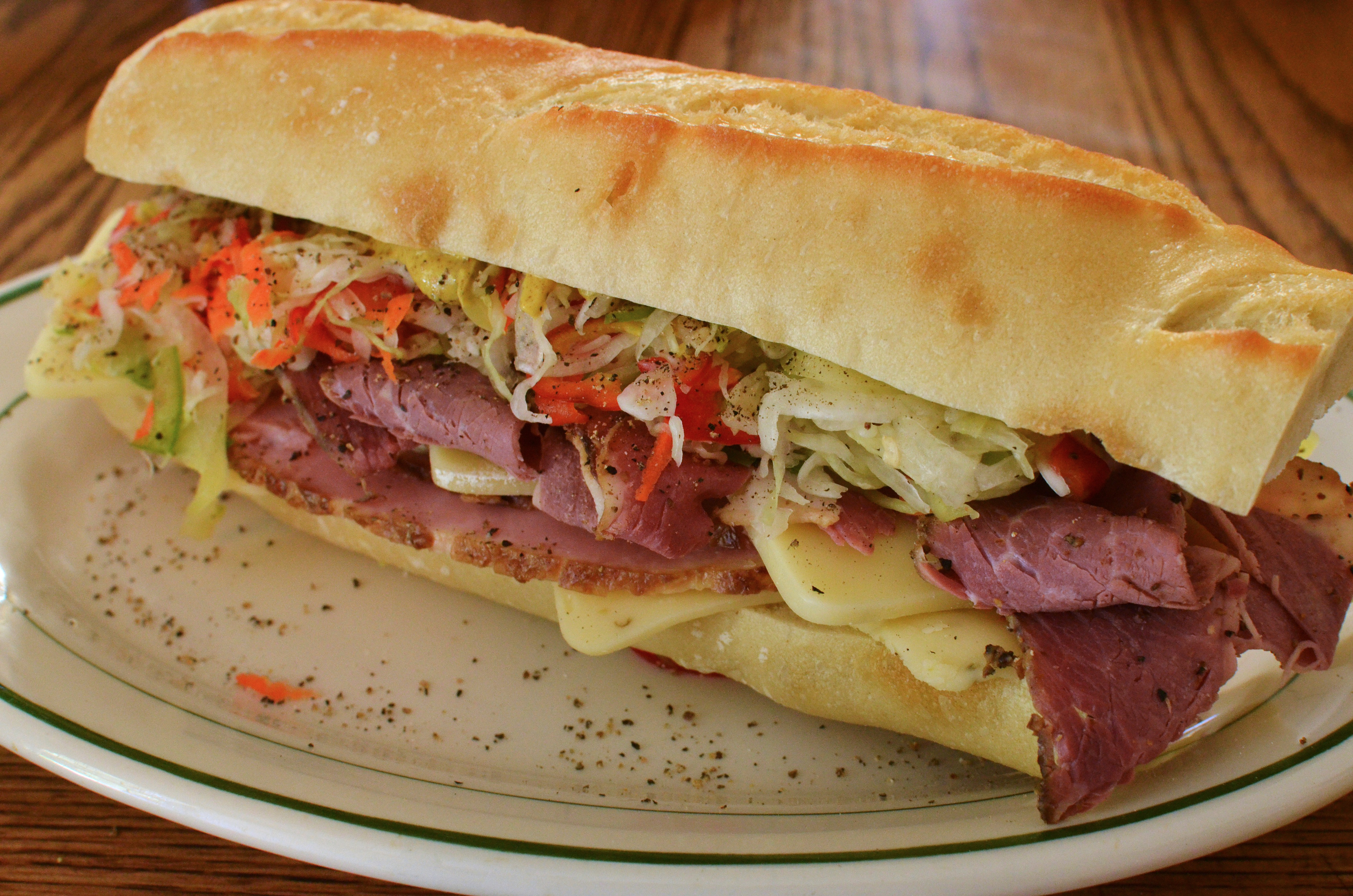
Grinder с пастромой

Обычным термином для Новой Англии является grinder («мясорубка» или «измельчитель»), но его происхождение имеет несколько вариантов. По одной из теорий, название происходит от итальяно-американского сленга, обычного для докеров, среди которых этот сэндвич был популярен. Другие утверждают, что его назвали «мясорубкой», потому что твердая корка хлеба требовала длительного жевания.
В Пенсильвании, Нью-Йорке, Делавэре и некоторых частях Новой Англии grinder обычно относится к горячему сэндвич-субмарине (фрикадельками, колбасой и т. д.), тогда как холодный сэндвич (например, с мясным ассорти) обычно называют sub. В районе Филадельфии grinder применяется к любому сэндвичу, который поджаривается в духовке после сборки, независимо от того, приготовлен ли он из традиционно горячих ингредиентов.

### Wedge
Термин «клин» используется в округе Вестчестер, штат Нью-Йорк, округ Патнэм, штат Нью-Йорк, округ Датчесс, штат Нью-Йорк, и округ Фэрфилд, штат Коннектикут, — четыре округа непосредственно к северу от города Нью-Йорк.
Некоторые основывают название клина на диагональном разрезе в середине сэндвича, образуя две половинки, или «клинья», или «клин», вырезанный из верхней половины хлеба с начинкой, «вклиненной» между ними. Или бутерброд, который подается между двумя «клиньями» хлеба. Также было сказано, что wedge — это просто сокращение от «sand-wich», а название произошло от владельца итальянского гастронома из Йонкерс, который устал произносить всё слово целиком.

### Spukie
Термин spukie («spukkie» или «spuckie») уникален для города Бостон и происходит от итальянского слова spuccadella, что означает «длинный рулон». Слово spuccadella обычно не встречается в итальянских словарях, что может предполагать, что это может быть региональный итальянский диалект или, возможно, бостонское итало-американское нововведение. Spukie обычно можно услышать в некоторых частях Дорчестера и Южного Бостона. В некоторых пекарнях в районе Норт-Энд Бостона продаются домашние спукаделлы.

## Разновидности

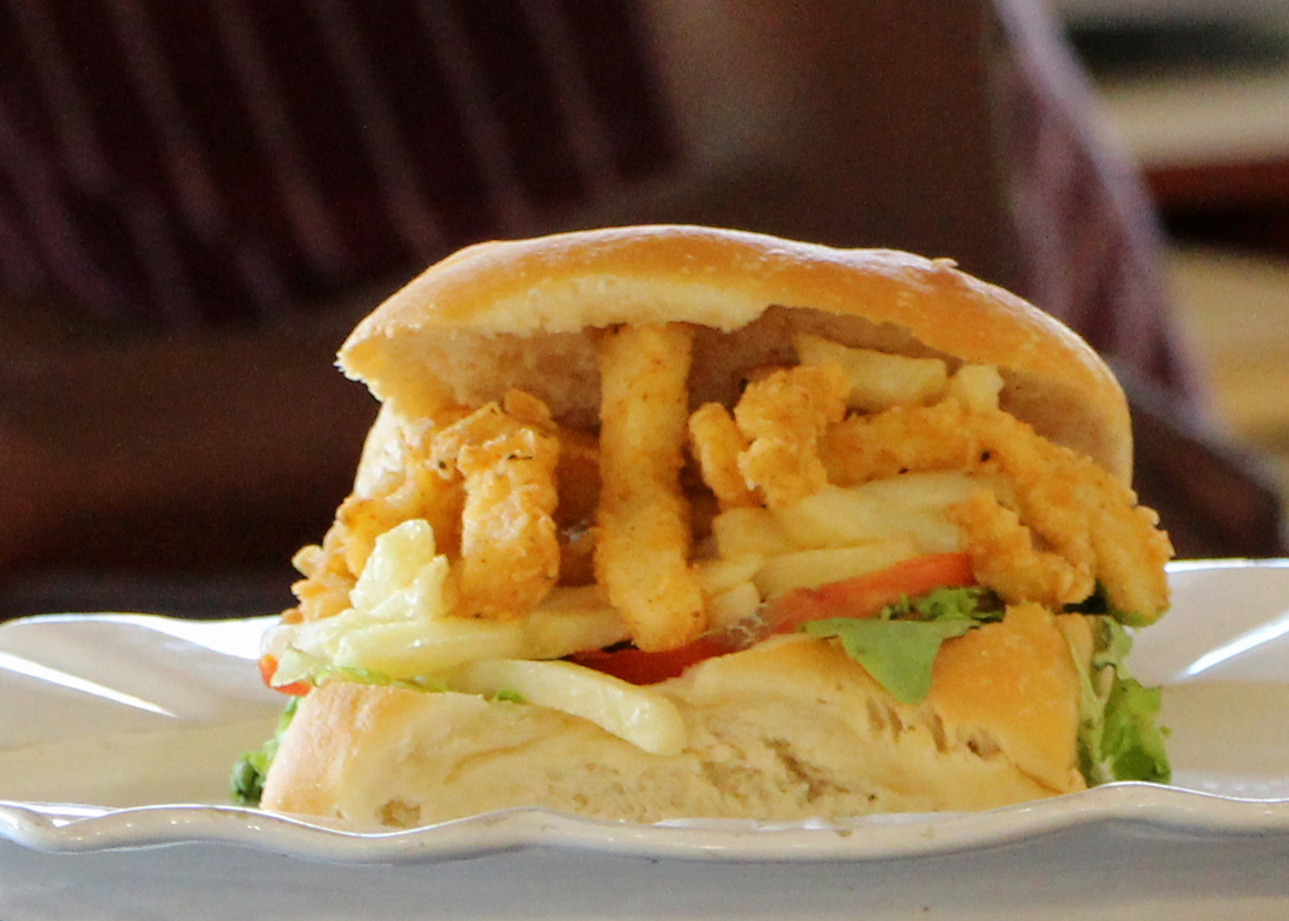
Южноафриканский сэндвич Гэтсби

- Blimpie (в форме дирижабля) — из сети закусочных Blimpie, г. Хобокен, штат Нью-Джерси
- Гэтсби — Кейптаун, Южная Африка
- Po 'Boy — Луизиана
- Цеппелин или Цеп — восточная Пенсильвания[7]

## Популярность и доступность
Булочки с наполнителями были распространены в нескольких европейских странах уже более века, особенно во Франции и Шотландии.
В Соединенных Штатах, благодаря появлению итальянско-американской рабочей силы на северо-востоке, сэндвич-субмарина стал появляться в меню местных пиццерий. Шло время, его популярность росла, и начали открываться небольшие ресторанчики, называемые hoagie shops и sub shops, специализирующиеся на сэндвичах.

Пиццерии, возможно, были одними из первых итальянско-американских закусочных, но даже на рубеже 20-го века различия между пиццериями и тем, что составляло истинное «ристоранте», были четкими. Быть просто производителем пиццы означало находиться на дне кулинарной и социальной лестницы; поэтому многие владельцы пиццерий начали предлагать другие блюда, в том числе hero-сэндвич (также, в зависимости от региона Соединенных Штатов, называемый wedge, hoagie, sub или grinder), приготовленный на итальянской буханке хлеба с большим количеством салями, сыром и перцем. (— John Mariani, America Eats Out, p. 66
«Сабы» или их национальные эквиваленты уже были популярны во многих странах Европы, Азии и Австралии, когда в конце 20-го века сетевые рестораны-франчайзи (например, Subway) и фаст-фуды сделали их ещё более популярными и увеличили распространенность слова sub. Многие торговые точки предлагают нетрадиционные комбинации ингредиентов.
В Соединенных Штатах много сетевых ресторанов, специализирующихся на сэндвич-субмаринах. Основные международные сети включают Firehouse Subs , Quiznos , Mr. Sub и крупнейшую в мире сеть ресторанов Subway. Сэндвич также часто можно купить в супермаркетах, местных гастрономах и магазинах повседневного спроса, таких как Wawa, которая ежегодно летом проводит дополнительную рекламную акцию под названием Hoagiefest.